# Estação Ramón Cáceres
A Estação Ramón Cáceres é uma das estações do Metrô de Santo Domingo, situada em Santo Domingo, entre a Estação Mauricio Baez e a Estação Horacio Vásquez. Administrada pela Oficina para el Reordenamiento del Transporte (OPRET), faz parte da Linha 2.
Foi inaugurada em 1º de abril de 2013. Localiza-se no cruzamento da Rodovia V Centenario com a Avenida Juan Pablo Duarte.